# Gustav Knuth
Gustav Knuth est un acteur allemand né le 7 juillet 1901 à Brunswick (Allemagne), mort le 1er février 1987 à Küsnacht (Suisse). Il est surtout connu en France pour avoir joué le père de Sissi dans la série de films éponymes.

## Filmographie
- 1935 : Der Ammenkönig
- 1937 : Heimweh : Christof Peleikis, Fischer und Steuermann
- 1938 : Schatten über St. Pauli : Oschi Rasmus
- 1939 : Mann für Mann
- 1939 : Le Chant du désert (Das Lied der Wüste) : Nic Brenten, Ingenieur
- 1939 : Meurtre au music-hall (Der Vorhang fällt) : Dr. Cornelsen
- 1940 : Zwischen Hamburg und Haiti : Henry Brinkmann
- 1941 : Das Mädchen von Fanö : Fischer Frerk
- 1941 : Friedemann Bach : Christoph Altnikol
- 1941 : Pedro soll hängen : Hirt Pedro
- 1942 : Das Große Spiel : Trainer Karl Wildbrandt
- 1943 : Gefährtin meines Sommers : Georg Polenz, Müller
- 1943 : Ein Glücklicher Mensch : Georg, sein Sohn
- 1944 : Tierarzt Dr. Vlimmen
- 1944 : La Paloma (Große Freiheit Nr. 7) : Fiete
- 1945 : Sous les ponts (Unter den Brücken) : Willy
- 1945 : Das Leben geht weiter : Dr. Ewald Martens
- 1948 : Fahrt ins Glück
- 1949 : Das Geheimnis der roten Katze : Pitou
- 1949 : Tromba : Ernesto Spadoli
- 1949 : Einmaleins der Ehe : Willy Obermayer
- 1949 : Der Blaue Strohhut
- 1950 : Geliebter Lügner
- 1950 : Der Theodor im Fußballtor
- 1950 : C'est arrivé un jour (Es kommt ein Tag) : Paul
- 1951 : Eine Frau mit Herz : Papi Straßmeier
- 1951 : Das Seltsame Leben des Herrn Bruggs : Eberhard Briggs
- 1951 : Der Blaue Stern des Südens : Bruck
- 1952 : Die Venus vom Tivoli
- 1952 : Palace Hotel : Loosli, Kellermeister
- 1952 : Das kann jedem passieren : Herr Schwidders
- 1952 : La Vigne joyeuse (Der Fröhliche Weinberg) : J.B. (Jean Baptiste) Gunderloch
- 1953 : Muß man sich gleich scheiden lassen? : Dr. Spitzkötter
- 1953 : Keine Angst vor großen Tieren : Schimmel
- 1953 : Die Nacht ohne Moral : Abruzzo
- 1954 : La Mouche (Die Mücke)
- 1954 : Geliebte Feindin : Soldat Horner
- 1954 : Der Raub der Sabinerinnen : Emanuel Striese
- 1954 : Keine Angst vor Schwiegermüttern
- 1954 : Boulevard des plaisirs : Brandstetter snr.
- 1955 : Griff nach den Sternen : Carlo
- 1955 : Les Rats (Die Ratten) : Karl John
- 1955 : Ciel sans étoile (Himmel ohne Sterne) : Otto Friese
- 1955 : Sissi de Ernst Marischka : le duc Max en Bavière
- 1955 : Ma petite Hongroise Piroschka (Ich denke oft an Piroschka) : Istvan Racz
- 1955 : 08/15 Go Home : Major Hinrichsen
- 1956 : Regine de Harald Braun : Le père Winter
- 1956 : Wenn wir alle Engel wären : Kommissar
- 1956 : Heute heiratet mein Mann : Karl Nielsen
- 1956 : Hengst Maestoso Austria : Loisl
- 1956 : Waisechind vo Engelberg, S' : Andreas
- 1956 : L'Espion de la dernière chance (Spion für Deutschland) : Roger Bentley
- 1956 : Sissi impératrice (Sissi - Die junge Kaiserin) de Ernst Marischka : le duc Max en Bavière
- 1956 : L'Étudiant pauvre (Der Bettelstudent) : Oberst Ollendorf
- 1957 : Ein Stück vom Himmel : Axel von Pröhl
- 1957 : Un petit coin de paradis (Robinson soll nicht sterben) : Carlton Heep
- 1957 : ...und die Liebe lacht dazu : Klaus Papendiek
- 1957 : Vacances au Tyrol (Das Schloß in Tirol) : Jack Hover
- 1957 : Der Graf von Luxemburg : Fürst Basil Basilowitsch
- 1957 : Sissi face à son destin (Sissi - Schicksalsjahre einer Kaiserin) de Ernst Marischka : le duc Max en Bavière, père de Sissi
- 1958 : Man ist nur zweimal jung
- 1958 : Hoch klingt der Radetzkymarsch
- 1958 : Europas neue Musikparade 1958 : Hellmann
- 1958 : Das Dreimäderlhaus : Christian Tschöll
- 1958 : Ihr 106. Geburtstag : Anton Burger
- 1958 : Der Schwarze Blitz : Hotelier Haringer
- 1958 : Kleine Leute mal ganz groß : Ferdinand Sommerrock
- 1959 : Alle lieben Peter : Generaldirektor Steiner
- 1959 : Geliebte Bestie : Carl de Vries
- 1959 : 2 x Adam, 1 x Eva : Viirimäki
- 1959 : Les Buddenbrook (Buddenbrooks - 1. Teil) : Diederich Schwarzkopf
- 1959 : Freddy unter fremden Sternen : Henry O'Brien
- 1960 : Ich heirate Herrn Direktor : Friedrich Kiesberg
- 1960 : La Grande vie (Das Kunstseidene Mädchen) : Arthur Grönland
- 1960 : Cambriolage en musique (Kein Engel ist so rein) : Sepp Ziegler
- 1960 : Lampenfieber : Herr Seipel
- 1960 : Conny und Peter machen Musik : Trautmann
- 1960 : Der Herr mit der schwarzen Melone : Generaldirektor Meißen
- 1960 : Eine Frau fürs ganze Leben (en)
- 1960 : Der Teufel hat gut lachen : Erich Fülligrabe
- 1960 : La Nonne et les mauvais garçons : Carlos
- 1960 : An heiligen Wassern : Der Presi, Hans Waldisch, Wirt zum Bären
- 1961 : Chikita : Eugen Stärkle
- 1961 : Eine hübscher als die andere
- 1961 : Musik ist Trumpf : Hoteldirektor
- 1961 : Nur der Wind : Sean O'Connor
- 1961 : Drôle de menteur (Der Lügner) de Ladislas Vajda : Rotbarth
- 1962 : Alle meine Tiere (série télévisée) : Dr. Hofer
- 1963 : Rote Lippen soll man küssen : John P. Hoover
- 1963 : Die Nylonschlinge : Charles Clifton
- 1963 : Meine Tochter und ich : Dr. Walther
- 1964 : Das hab ich von Papa gelernt : Theaterdirektor Löwe
- 1964 : Jetzt dreht die Welt sich nur um dich : Holger Andreesen, Lilians Vater
- 1964 : Die Physiker (TV) : Herbert Georg Beutler aka Prof. Albert Einstein / Isaac Newton
- 1964 : Le Ranch de la vengeance (Heiss weht der Wind) : Richard Bradley
- 1965 : Du suif dans l'Orient-Express (Schüsse im Dreivierteltakt) : Igor
- 1965 : Heidi : Alp-Oehi
- 1965 : Das Leben des Horace A.W. Tabor (TV) : Horace A.W. Tabor
- 1965 : Tante Frieda - Neue Lausbubengeschichten : Gustav Schultheiss
- 1966 : Le Congrès s'amuse (Der Kongreß amüsiert sich)
- 1966 : Onkel Filser - Allerneueste Lausbubengeschichten : Schultheiss
- 1967 : Großer Mann, was nun? (série télévisée) : Heinrich König
- 1968 : Der Meteor (TV) : Muheim
- 1968 : Frau Wirtin hat auch einen Grafen : Mayor
- 1969 : Les Vierges folichonnes (Komm, liebe Maid und mache) : Bürgermeister
- 1969 : Salto Mortale (série télévisée) : Carlo
- 1969 : Charleys Onkel
- 1969 : Pepe, der Paukerschreck : Kurt Nietnagel
- 1969 : Reise nach Tilsit (TV) : Jakstat
- 1971 : Drüben bei Lehmanns (série télévisée)
- 1971 : Glückspilze (TV) : Passant
- 1971 : Die Heilige Johanna (TV) : Robert de Baudricourt
- 1972 : Der Illegale (feuilleton TV) : .
- 1973 : Die Powenzbande (feuilleton TV) : Baltus Powenz
- 1973 : Neues vom Kleinstadtbahnhof (série télévisée)
- 1973 : Eine Frau bleibt eine Frau (feuilleton TV)
- 1975 : Damals wie heute (TV)
- 1976 : Das Kleine Hofkonzert (TV)
- 1977 : Gaslicht (TV)
- 1977 : Schwindelig vor Geld und Liebe (TV) : Robert Swingle / Dr. Richard Swingle / Paul
- 1978 : Der Eiserne Gustav (feuilleton TV) : Gustav Hackendahl
- 1978 : Kleine Geschichten mit großen Tieren (TV)
- 1979 : Wo die Liebe hinfällt (TV)
- 1980 : Leute wie du und ich (TV)
- 1981 : Der Schützling (TV)
- 1981 : Der Bockerer : Herr Knabe